# 1999 BLACK LIST
『1999 BLACK LIST』（1999 ブラック リスト）は、D.C.1年（1999年）5月21日に発布された、聖飢魔IIの第十五教典で、1989年の『WORST』以来2枚目となる極悪集大成盤。
1999年に発布された2枚の極悪集大成盤のうち、当時所属していたBMGからリリースされた本作が本家であるのに対し、過去に所属していたソニーからリリースされた『1999 BLOOD LIST』は元祖と称される。初回限定盤に付属の紙製ハードカバーとディスクレーベル面に使用されている色から、『1999 BLACK LIST』は銀盤、『1999 BLOOD LIST』は金盤と呼ばれる。さらに、2000年に発布された『DEVIL BLESS YOU!』は同様の理由から銅盤と呼ばれる。

## 概要
1999年に解散することを改めて発表した聖飢魔IIは代表曲である「蠟人形の館」をリメイクし、小教典「蠟人形の館'99」として発布した後、5月21日に本作を発布した。ソニーに所属していた初期と、BMG移籍後の後期の楽曲が主に収録されているが、原則として初期の楽曲は新たに録音されたものである。ただし、「嵐の予感」はソニー時代の楽曲だがリマスタリングにとどまっている。「敗れざる者たち」は未発表曲である。『1999 BLOOD LIST』には、本作に収録されていない初期の楽曲のオリジナル版や、中期の楽曲が収録されている（「蠟人形の館」が重複するが録音時期とアレンジが異なる）。
2021年1月27日には、本作のBlu-spec CD2仕様と、LP盤が制作・再発布された。ちなみに後者は【2枚組】
【特別給付曲として「悪魔のメリークリスマス(完結編)」「HEAVY METAL IS DEAD」を追加収録】
【バーニー・グランドマンによるリマスタリング・カッティングが施されている】とのこと。

## 収録曲
1. 1999 SECRET OBJECT（作詞:デーモン小暮、作曲:ルーク篁、編曲: 聖飢魔II、松崎雄一）
2. 聖飢魔IIミサ曲第II番「創世紀」（作曲:ダミアン浜田、編曲:聖飢魔II、松崎雄一）
3. 地獄の皇太子（作詞・作曲:デーモン小暮、編曲:聖飢魔II、松崎雄一）
4. 蠟人形の館'99（作詞・作曲: ダミアン浜田、編曲:聖飢魔II、松崎雄一）
5. MASQUERADE（作詞・作曲:ルーク篁、編曲: JOE RINOIE、鈴川真樹、聖飢魔II）
6. 真昼の月 〜MOON AT MID DAY〜（作詞:デーモン小暮、ルーク篁、作曲:ルーク篁、妖怪松崎様、編曲: 聖飢魔II、松崎雄一）
7. サクラちってサクラ咲いて（作詞:デーモン小暮、作曲:エース清水、編曲: JOE RINOIE、鈴川真樹、聖飢魔II）
8. 敗れざる者たち（作詞:デーモン小暮、作曲:ルーク篁、編曲: 聖飢魔II、松崎雄一）
9. BRAND NEW SONG（作詞・作曲:ルーク篁、編曲: 聖飢魔II、松崎雄一）
10. SAVE YOUR SOUL 〜美しきクリシェに背をむけて〜（作詞・作曲:ルーク篁、編曲: 聖飢魔II、松崎雄一）
11. HOLY BLOOD 〜闘いの血統〜（作詞・作曲:ルーク篁、編曲: 聖飢魔II、松崎雄一）
LP盤はここまでが1枚目の内容である。
12. FIRE AFTER FIRE（作詞:デーモン小暮、作曲:ジェイル大橋、編曲: 聖飢魔II、松崎雄一）
13. [悪魔組曲作品666番変ニ短調] 序曲：心の叫び（作曲:ダミアン浜田、編曲:聖飢魔II、松崎雄一）
14. 第1楽章：STORMY NIGHT（作詞・作曲: ダミアン浜田、編曲:聖飢魔II、松崎雄一）
15. 第2楽章：悪魔の穴（作詞・作曲:デーモン小暮、編曲:聖飢魔II、松崎雄一）
16. 第3楽章：KILL THE KING GHIDRAH（作曲:ダミアン浜田、編曲:聖飢魔II、松崎雄一）
17. 第4楽章：DEAD SYMPHONY（作詞:ダミアン浜田、デーモン小暮、作曲:ダミアン浜田、編曲: 聖飢魔II、松崎雄一）
18. 嵐の予感（作詞:デーモン小暮、作曲:ルーク篁、編曲: 聖飢魔II、松崎雄一）
19. EL. DORADO（作詞:デーモン小暮、作曲:紫馬肥（ルーク篁）、デーモン小暮、編曲: 聖飢魔II、松崎雄一）
20. 悪魔のメリークリスマス(完結編)
LP盤のみ追加収録。
21. HEAVY METAL IS DEAD
LP盤のみ追加収録。

- 1-4, 8, 12-17, 19 - NEW RECORDING / 9 - LONG VERSION / 11 - NEW MIX / 18 - REMASTERED ORIGINAL

## 関連最大小教典（マキシシングル）
- 蠟人形の館 '99 (D.C.1年(1999年)4月21日発布) (c/w -PROLOGUE- / 蠟人形の館 ANNEX / ARCADIA / KIMIGAYOは千代に八千代の物語)

## 関連活動絵巻教典（ビデオ）
- 歴代活動絵巻集 BLACK LIST (D.C.1年(1999年)11月20発布)　BMG時代のビデオ・クリップ集であり収録曲・曲数・順序などは異なる

## 演奏者（ブックレット上の表記に準ずる）
- DEMON KOGURE - VOCALS, THUNDER SYNTHESIZER, DANDORI SENMU
- ACE SHIMIZU - GUITARS, CHORUS
- SGT. LUKE TAKAMURA III - GUITARS, CHORUS
- XENON ISHIKAWA - BASS, CHORUS
- RAIDEN YUZAWA - DRUMS, CHORUS

- KAIJIN MATSUZAKISAMA - KEYBOARDS, SYNTHESIZER PROGRAMMING, CHORUS, CO-PRODUCE (M1-4, 6, 8-19)
- JOE RINOIE・MASAKI SUZUKAWA・HARRIE HOSOTANI - KEYBOARDS, SYNTHESIZER PROGRAMMING, CHORUS, CO-PRODUCE (M5, 7)
- ZOD HOSHIJIMA - ADDITIONAL CHORUS (M13, 14)
- T. KUMEGAWA, NAOKO KOYAMA - ADDITIONAL CHORUS (M13)
- T. UCHIDA - ADDITIONAL CHORUS (M-1)
- SHINGO ISONO (GEKIDAN☆SHINKANSEN) - ADDITIONAL CHORUS (M4)
- KOZUE OHMURA - SCREAMING (M4)